# Thymoites oleatus
Thymoites oleatus là một loài nhện trong họ Theridiidae.
Loài này thuộc chi Thymoites. Thymoites oleatus được Ludwig Carl Christian Koch miêu tả năm 1879.